# Royal Brackla
Royal Brackla je skotská palírna společnosti United Distillers nacházející se ve městě Nairn v kraji Inverness-shire, jež vyrábí skotskou sladovou malt whisky.
Palírna byla založena v roce 1812 a produkuje čistou sladovou malt whisky. Tato palírna leží několik mil jižně od přístavu Nairn. I Royal Brackla měla v letech 1985–1991 existenční problémy a v tomto šestiletém období byla uzavřena. Palírna má čtyři kotle představující architektonickou směs starého a nového. Produkuje whisky značky Royal Brackla, což je 10letá whisky s obsahem alkoholu 43 %. Tato whisky má nasládlou čokoládovo-dubovou chuť.